# Ahmed El-Minabawi
Ahmed El-Minabawi (ur. 21 lipca 1928) – egipski bokser.
Reprezentował Egipt na Letnich Igrzyskach Olimpijskich w 1952 roku, przegrywając w pierwszym pojedynku z Maxem Marsillem.